# 向山好一
向山 好一（むこやま こういち、1957年7月18日 - ）は、日本の政治家。国民民主党所属の衆議院議員（2期）、国民民主党兵庫県連代表、兵庫民社協会会長。
神戸市会議員（2期）、兵庫県議会議員（2期）、民進党・旧国民民主党兵庫県連代表などを務めた。

## 来歴
兵庫県神戸市生まれ。兵庫県立神戸高等学校、大阪大学経済学部卒業。大学卒業後、大阪ガスに入社。同社労働組合専従役員、連合大阪労働政策部長を務める。
1993年より、民社党の西村眞悟衆議院議員の秘書となる。
1999年、神戸市会議員選挙に北区選挙区から立候補し、初当選した。神戸市議を2期務める。
2009年の第45回衆議院議員総選挙では、民主党公認で兵庫2区から立候補し、公明党前職の赤羽一嘉を破り、初当選した。
2012年の第46回衆議院議員総選挙では、兵庫2区で前回下した赤羽に敗れ、比例復活も出来ずに落選した。
2014年の第47回衆議院議員総選挙でも、赤羽に再び敗れ、落選した。
2015年、兵庫県議会議員選挙に民主党公認で神戸市北区選挙区から立候補し、当選した。
2017年、希望の党に移籍した井坂信彦の後任として、民進党兵庫県連代表に就任。
2018年5月、国民民主党兵庫県連が発足すると、引き続き県連代表に就任した。
2019年4月、県議選で再選。
2020年10月、旧国民民主党の分党に伴い結成された（新）国民民主党の兵庫県連設立に加わり、引き続き県連代表に就いた。
2023年4月の県議選では、次点で落選し、県議会で国民民主党唯一の議席を失った。6月5日、県連代表を退任し、同幹事長に就任。
2024年4月、次期衆議院議員総選挙公認予定候補者として、国民民主党の兵庫3区支部長に就任した。同年10月の第50回衆議院議員総選挙では、兵庫3区で敗れたものの比例近畿ブロックから復活当選し、約12年ぶりとなる返り咲きを果たした。同年、党兵庫県連代表に復帰。

## 政策・主張
- 日本国憲法第9条の改正に賛成[10]。
- 首相の靖国神社参拝に反対[10]しているが、自身は2012年8月15日に松原仁国家公安委員会委員長（当時）らと参拝している。
- 第二次世界大戦下の朝鮮半島における慰安婦の連行への日本軍の関与を認めた河野談話の見直しに賛成[10]。
- 選択的夫婦別姓制度導入について、「どちらとも言えない」としている[11]。
- 北朝鮮に拉致された日本人を早期に救出するために行動する議員連盟に参加しており、2011年7月29日の拉致議連総会において、日本人拉致事件容疑者の家族が所属する市民の党に多額の献金を行っていた菅直人首相（当時）について、「万死に値する」と批判した[12]。
- 2024年に明らかとなった兵庫県庁内部告発文書問題については、「県政の状況は悲しくて仕方がない」と述べ、同年の兵庫県知事選挙では現職の斎藤元彦ではなく前尼崎市長の稲村和美を支援する考えを示した（知事選では斎藤が再選）[13]。

## 人物
- 身長182cm、体重82kg、血液型B[1]。
- 家族は、妻、娘2人[1]。
- 尊敬する人物は、新渡戸稲造[1]。
- 座右の銘は、「人生意気に感ず 功名誰か論ぜん」[1]。

## 選挙歴
| 当落 | 選挙                     | 執行日         | 年齢 | 選挙区           | 政党         | 得票数     | 得票率 | 定数 | 得票順位 /候補者数 | 政党内比例順位 /政党当選者数 |
| ---- | ------------------------ | -------------- | ---- | ---------------- | ------------ | ---------- | ------ | ---- | ------------------ | ---------------------------- |
| 当   | 1999年神戸市議会議員選挙 | 1999年4月11日  | 41   | 北区選挙区       | 民主党       | ーー票     | ーー   |      | /                  | /                            |
| 当   | 2003年神戸市議会議員選挙 | 2003年4月13日  | 45   | 北区選挙区       | 民主党       | 8175票     | ーー   | 10   | 3/14               | /                            |
| 当   | 第45回衆議院議員総選挙   | 2009年08月30日 | 52   | 兵庫県第2区      | 民主党       | 11万1208票 | 48.94% | 1    | 1/4                | /                            |
| 落   | 第46回衆議院議員総選挙   | 2012年12月16日 | 55   | 兵庫県第2区      | 民主党       | 4万3900票  | 23.62% | 1    | 2/4                | 15/3                         |
| 落   | 第47回衆議院議員総選挙   | 2014年12月14日 | 57   | 兵庫県第2区      | 民主党       | 4万8796票  | 30.79% | 1    | 2/3                | 9/4                          |
| 当   | 2015年兵庫県議会議員選挙 | 2015年4月12日  | 57   | 神戸市北区選挙区 | 民主党       | 1万7298票  | 22.21% | 3    | 3/5                | /                            |
| 当   | 2019年兵庫県議会議員選挙 | 2019年4月7日   | 61   | 神戸市北区選挙区 | 旧国民民主党 | 1万8826票  | 25.49% | 3    | 2/4                | /                            |
| 落   | 2023年兵庫県議会議員選挙 | 2023年4月9日   | 65   | 神戸市北区選挙区 | 国民民主党   | 1万3862票  | 18.81% | 3    | 4/5                | /                            |
| 比当 | 第50回衆議院議員総選挙   | 2024年10月27日 | 67   | 兵庫県第3区      | 国民民主党   | 4万3802票  | 27.40% | 1    | 2/4                | 1/2                          |